# Hårig vampyr
Hårig vampyr (Diphylla ecaudata) är en fladdermus som förekommer i Amerika och den enda arten i sitt släkte.

## Utseende
Arten liknar den egentliga vampyren (Desmodus rotundus) i utseende men avviker genom kortare öron och kortare tumme. Kännetecknande är dessutom den håriga flygmembranen mellan bakbenen. Tandformeln är I 2/2 C 1/1 P 1/2 M 2/2, alltså 26 tänder. Kroppslängden varierar mellan 75 och 93 mm och vikten ligger mellan 24 och 43 gram. Pälsen har på ryggen en mörkbrun till rödbrun färg och är på buken lite ljusare. Angående storleken finns ingen könsdimorfism.

## Utbredning och habitat
Utbredningsområdet sträcker sig främst från Mexiko (Tamaulipas) över Centralamerika till Bolivia och centrala Brasilien. I enstaka fall har arten även påträffats i södra Texas. Hårig vampyr vistas i låglandet och i bergstrakter upp till 1 900 meter över havet. Habitatet utgörs av fuktiga och torra skogar.

## Ekologi
Denna fladdermus bildar mindre grupper som vilar i grottor, människogjorda håligheter och sällan i trädens håligheter. I undantagsfall går antalet individer i en grotta upp till 500 men de har vanligen skilda sovplatser. Oftast ingår bara en till tre individer i gruppen.
Arten livnär sig uteslutande av blod från ryggradsdjur och föredrar där medelstora fåglar som tamhöns. Den skapar ett sår vid ett ställe som inte täcks av fjädrar och slickar blodet. Individerna behöver blod varannan dag. Om de inte lyckas vid jakten måste de bönfalla hos andra vampyrer. Ofta kommer de ihåg vem som hjälpte och så skapas nära sociala band mellan individerna.
De flesta honor kan troligen para sig två gånger per år. Dräktigheten varar vanligen 6 till 8 månader. Per kull föds oftast ett enda ungdjur som vid födelsen har öppna ögon och mjölktänder. Livslängden i naturen går upp till nio år och individer i fångenskap levde ännu längre.

## Hot
IUCN ser inga större hot för arten och betraktar beståndet som stabilt. Hårig vampyr listas därför som livskraftig (LC).